# 梅拉河 (伏尔加河支流)
梅拉河是俄羅斯的河流，屬於伏爾加河的左支流，由科斯特羅馬州和伊萬諾沃州負責管轄，河道全長152公里，流域面積約2,380平方公里，河水主要來自融雪，每年十一月至翌年四月結冰。